# Братья Пилоты вдруг решили поохотиться
«Братья Пилоты вдруг решили поохотиться» — российский рисованный мультипликационный фильм о приключениях Шефа и Коллеги из мультсериала «Из личной жизни братьев Пилотов», снятый в 1996 году режиссёром Сергеем Гордеевым на студии «Пилот».

## Сюжет
Действие происходит летом 1950 года в окрестностях города Бердичева. Шеф и Коллега пришли к болоту Малые Комарищи, чтобы одновременно поохотится и позавтракать. Также братья Пилоты взяли на охоту своего Кота и огромный чемодан с кучей вещей. Коллега берёт из чемодана примус и одним движением руки разводит огонь, затем ставит на горящий примус ёмкость для прожарки. Шеф насыпает в ёмкость патроны а Коллега заливает их маслом. Патроны начинают прожариваться, однако Шеф просит Коллегу увеличить мощность огня, и тот просто решает налить масло в огонь. Происходит небольшой взрыв, после которого пули раскалились и стали красного цвета, что означало их «готовность». С помощью шумовки Шеф засыпает в ружьё с воронкой раскалённую пулю. Коллега хочет выстрелить из ружья, и поэтому просит разрешение у Шефа, и тот даёт ему разрешение. Коллега стреляет в летящую в небе стаю куриц и попадает в одну из них. После попадания у курицы пропадают перья и голова, она сразу становится приготовленной (жареной), а затем падает вниз. Шеф и Коллега берут тарелку, чтобы поймать добычу. Однако их Кот решает забрать добычу себе, он прыгает на тарелку и приготовленная курица падает ему в рот, затем Кот убегает прочь и задевает примус. Из-за удара ёмкость с патронами взлетает вверх и все снаряды падают в горящий примус, который начинает выстреливать ими в небо пулемётной очередью. Снаряды попадают во всех куриц в летящей стае, и все они в приготовленном виде начинают падать вниз. Братья Пилоты спасаются бегством, и Шеф предлагает Коллеге пойти ловить рыбу.

## Над фильмом работали
- Авторы сценария — Александр Татарский, Валерий Качаев[2]
- Режиссёр — Сергей Гордеев[2]
- Продюсеры — Александр Татарский, Игорь Гелашвили, Анатолий Прохоров[3]
- Оператор — Игорь Аполлонов[4]
- Художник-постановщик — Андрей Кузнецов[5]
- Композитор — Юрий Чернавский[6]
- Звукооператор — Слава Тарасов[4]

### Роли озвучивали
- Александр Пожаров — Шеф[7]
- Ефим Шифрин — Коллега[7]